# Juli

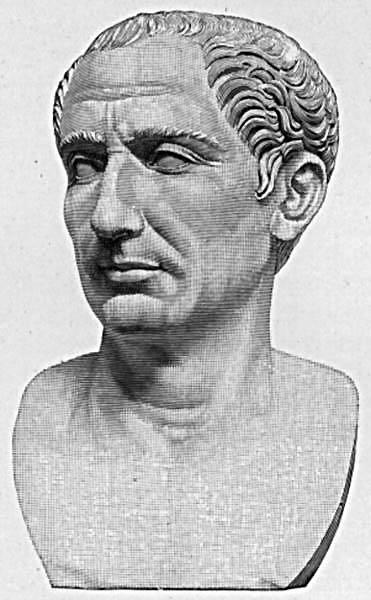
Gaius Julius Caesar

Der Juli ist der siebte Monat des Jahres im gregorianischen Kalender.
Er hat 31 Tage und ist nach dem römischen Staatsmann Julius Caesar benannt, auf den die Kalenderänderung des Jahres 46 v. Chr. zurückgeht (siehe römischer Kalender, julianischer Kalender). Unter Kaiser Commodus wurde der Name des Monats in Aurelius geändert, einen seiner eigenen Namen. Nach dem Tod des Kaisers erhielt der Monat seinen alten Namen zurück.
Der alte deutsche Name ist Heuet oder Heuert oder auch Heumonat genannt, da im Juli die erste Heu-Mahd eingebracht wird. Andere alte Namen für den Juli sind Bären- oder Honigmonat, wobei Letzteres, besonders in der Form Honigmond, auch den Monat nach der Hochzeit, die Flitterwochen bezeichnet.
Im römischen Kalender, dessen Jahr mit dem März begann, war der Iulius ursprünglich der fünfte Monat und hatte vor seiner Umbenennung im Jahre 44 v. Chr. (vom Konsul Marcus Antonius eingebrachte Lex Antonia de mense Quintili „über den Monat Quintilis“) den Namen Quintilis zu lat. quintus „der fünfte“. Im Jahr 153 v. Chr. wurde der Jahresbeginn allerdings um zwei Monate vorverlegt, so dass die Beziehung zwischen Namen und Zählung entfiel. Bei der Übertragung früher verwendeter lateinischer Datumsangaben („7ber“) wird dies manchmal übersehen.
Zur Vermeidung einer Verwechslung mit dem ähnlich klingenden Monatsnamen Juni wird der Juli – insbesondere im Telefongespräch oder auch beim Diktat – häufig auch als „Julei“ ([juˈlai] oder [ˈjuːlai]) gesprochen. Aus gleichem Grund wird umgekehrt der Juni oftmals als „Juno“ ([ˈjuːno] oder [juˈnoː]) artikuliert.
Der Juli beginnt mit demselben Wochentag wie der April und in Schaltjahren auch wie der Januar (Jänner).

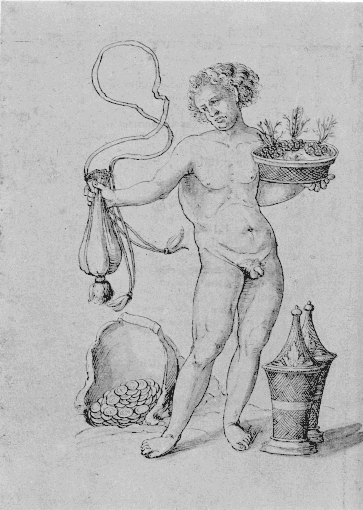
Der Monat Juli im Chronograph von 354 des spätantiken Kalligraphen Filocalus.
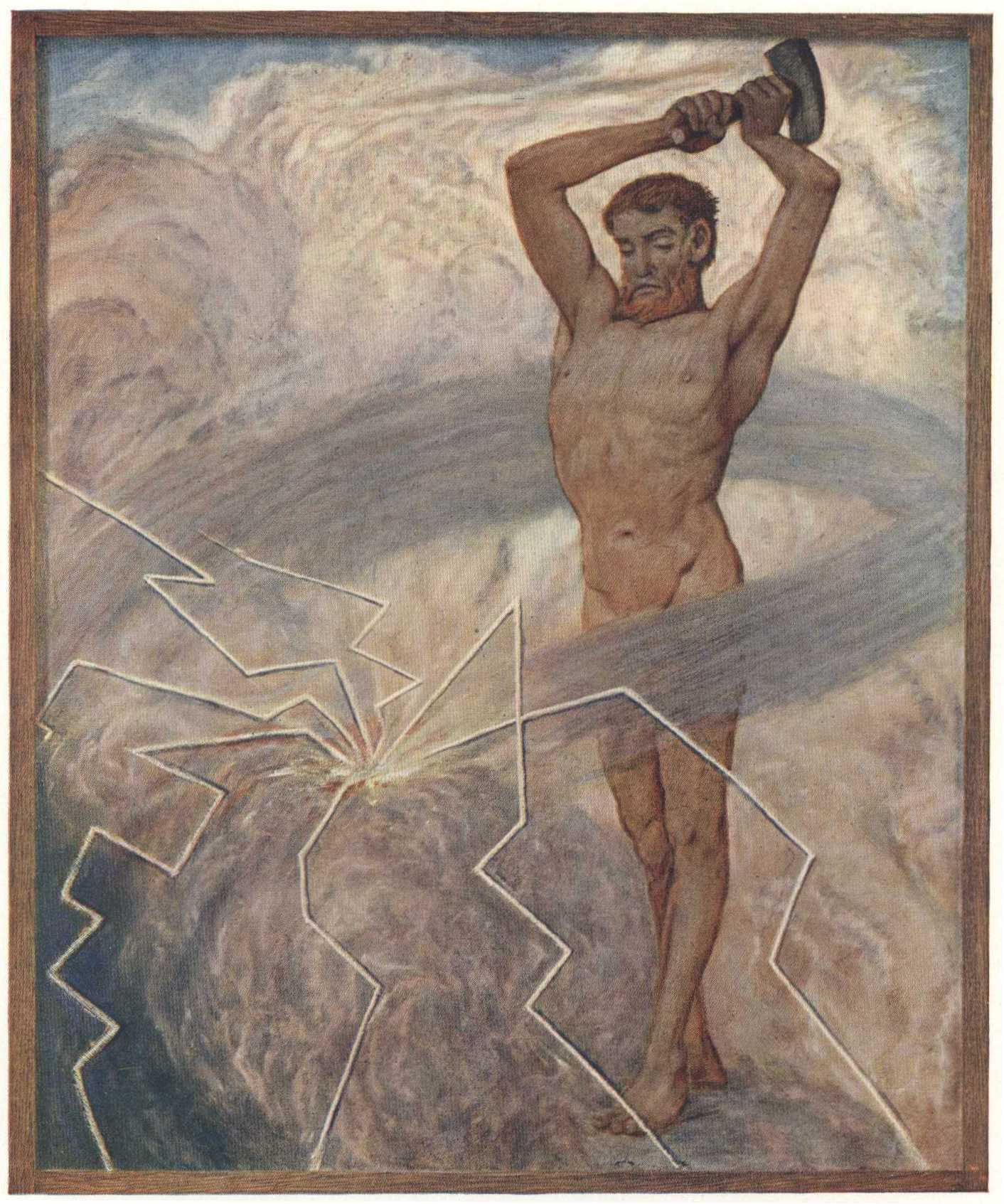
Gemälde Juli aus dem Zyklus Festkalender, von Hans Thoma (ca. 1907).

## Feiertage und Sommerferien
Juli und August bilden durch die langen Sommerferien die Hauptferienzeit und in vielen Urlaubsgebieten die Hochsaison. Der Juli ist jedoch in allen deutschsprachigen Ländern frei von Feiertagen. Weltweit gibt es mehrere Nationalfeiertage, beispielsweise der US-amerikanische Unabhängigkeitstag am 4. Juli und der französische Nationalfeiertag zum Sturm auf die Bastille am 14. Weitere Feier- und Gedenktage siehe Kategorie:Liste (Feiertage) und Liste von Gedenk- und Aktionstagen#Juli.

## Klima
Der Juli ist nördlich des nördlichen Wendekreises, also in Europa, Nordamerika und dem größten Teil Asiens, der wärmste Monat des Jahres. Das Juliwetter hat wesentlichen Einfluss auf die Menge und die Qualität der Ernte. Dies spiegelt sich in zahlreichen Bauernregeln, siehe dazu Wetter- und Bauernregeln für den Juli.
Aufgrund der unterschiedlichen Verteilung von Land und Wasser auf der Erdoberfläche werden im Juli auch global betrachtet Extremwerte gemessen. So ist der Juli 2023 der Monat mit der höchsten je verzeichneten Monatsmitteltemperatur. Zuvor hatten schon die Julis 2019 und 2021 den Rekord als heißester Monat seit Beginn der Wetteraufzeichnungen gehalten. Nach dem Juli 2023 folgen die Julis 2024 und 2025 als zweit- bezw. drittheißeste jemals gemessene Junimonate.